# Marientod und Marienkrönung (Museum Schnütgen)

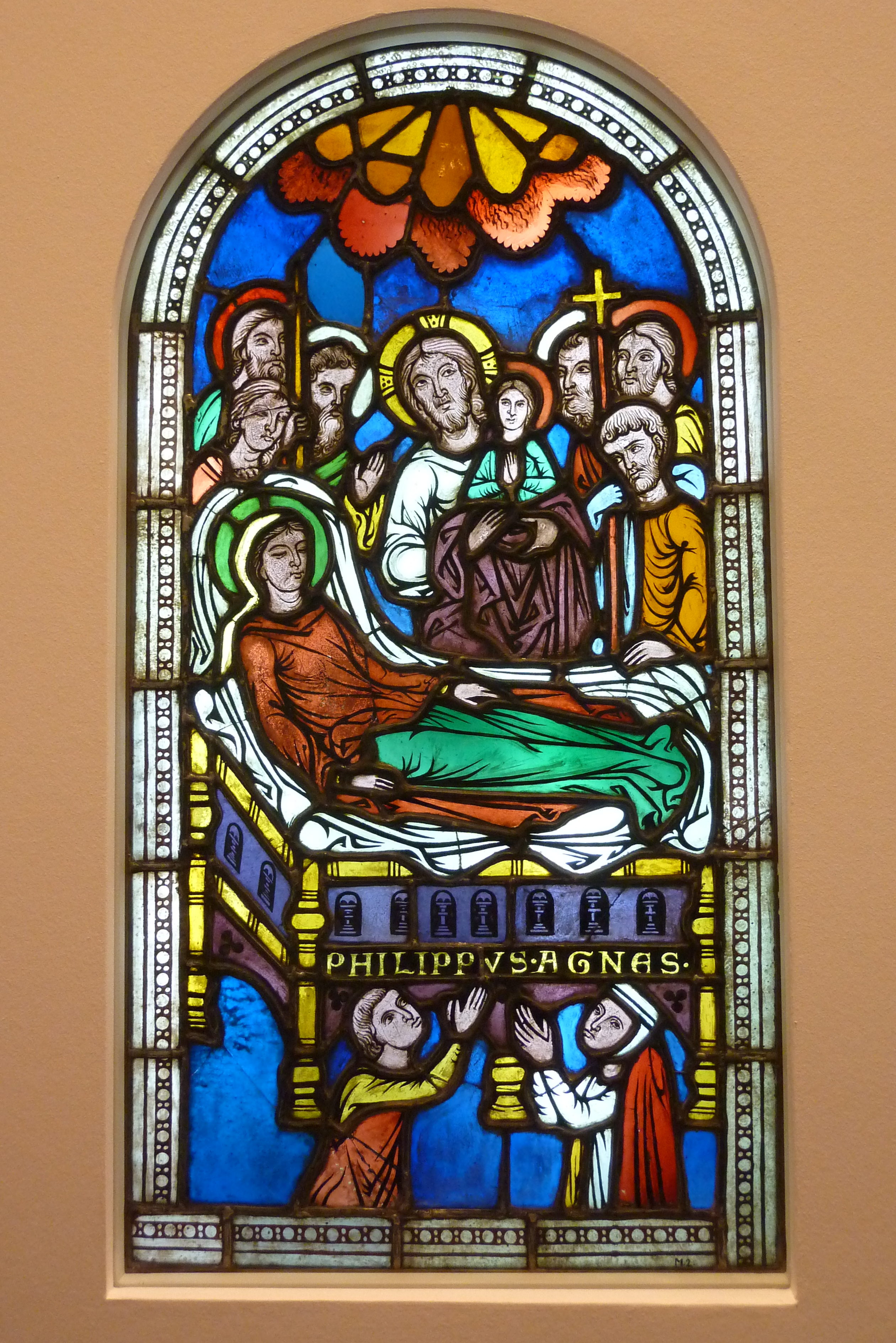
Bleiglasfenster: Tod Mariens

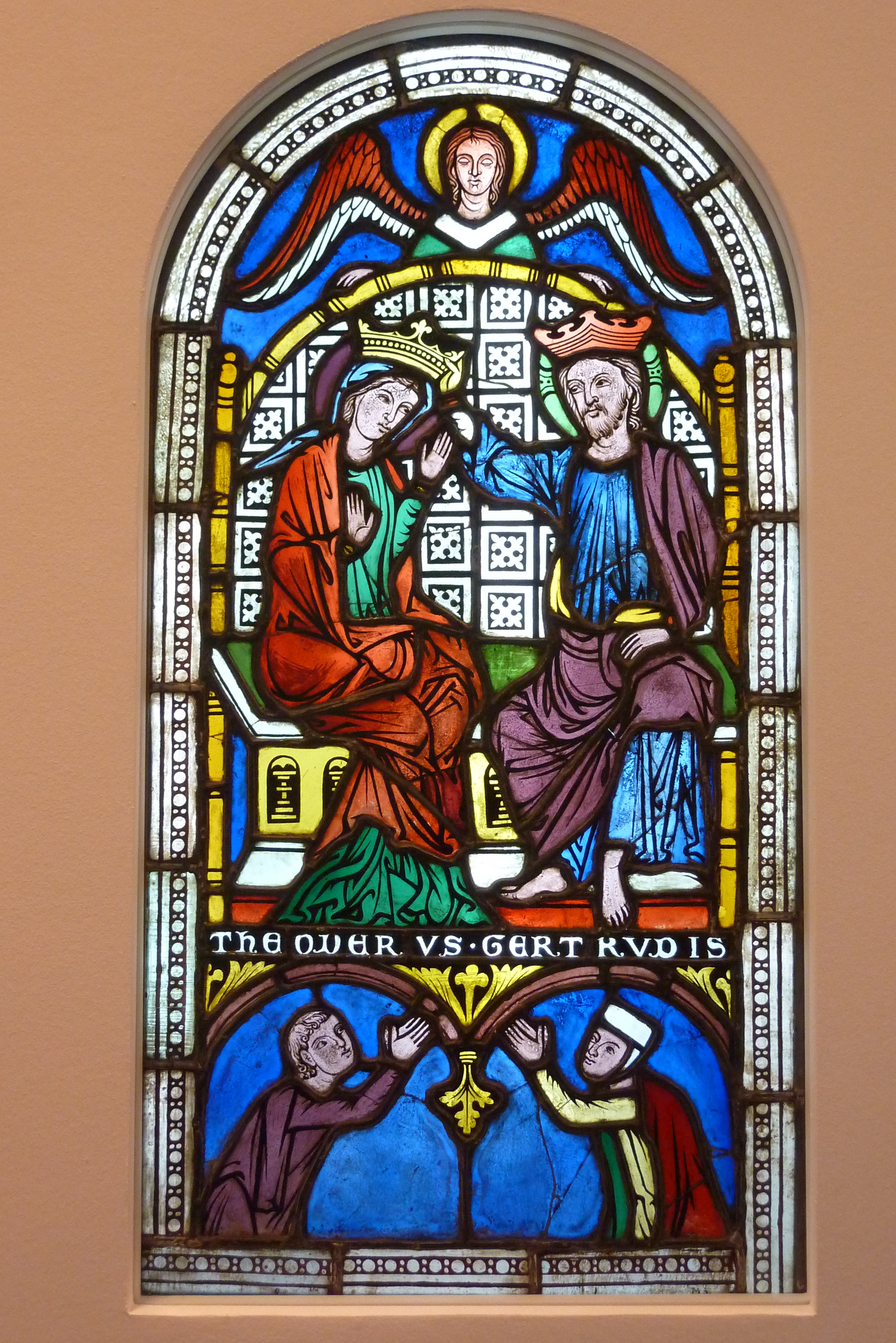
Bleiglasfenster: Krönung Mariens

Marientod und Marienkrönung sind zwei Kirchenfenster unbekannter Herkunft  aus der Zeit um 1250/60. Sie befinden sich heute im Museum Schnütgen. 

## Beschreibung
Die zwei jeweils rundbogig geschlossenen, hochformatigen Scheiben sind 68 cm hoch und 45 cm breit. Sie sind aus farbigem Hüttenglas geschaffen und besitzen Konturen und Faltenzüge in Schwarzlot und Halbtonmodellierung auf der Rückseite. Im Jahr 1880 erwarb Alexander Schnütgen die beiden Scheiben. Beide weisen Ergänzungen auf bzw. die Schwarzlotzeichnung wurde bei Restaurierungen erneuert.

## Darstellung
Die beiden Scheiben zeigen Darstellungen aus dem Leben Marias, den Tod und die Krönung Mariens. Am Rande der Scheiben befindet sich ein Ornamentband mit Perlborte. 

### Tod Mariens
Maria liegt in der Mitte auf einem Pfostenbett und ist in ein orange-grünes Gewand gekleidet. Der Oberkörper von Maria ist aufgerichtet und ihre Augen sind geschlossen, wie bei einer Schlafenden. Hinter dem Bett steht Christus mit der personifizierten Seele seiner Mutter auf den Armen. Links und rechts neben ihm stehen je drei Apostel. Die Wolken darüber deuten an,  dass nach einer Legende die 12 Apostel auf Wolken zum Totenbett Mariens gebracht wurden. Unter dem Bett steht betend das Stifterpaar, das darüber als Philippus und Agnes bezeichnet wird.

### Krönung Mariens
Der Gesamtaufbau ist hier ebenso dreigeteilt. Auf einer Bank sitzend wird Christus gezeigt, wie er mit der rechten Hand seiner Mutter die Krone aufsetzt. Maria hebt andächtig beide Hände und oberhalb der Banklehne wacht ein Engel über die Szene. In der unteren Zone werden die Stifter, mit Theoderus und Gertrudis bezeichnet, von einer Doppelarkade abgetrennt. 